# فرودگاه دریاچه فینلیسون
فرودگاه دریاچه فینلیسون (به انگلیسی: Finlayson Lake Airport) یک فرودگاه همگانی است که یک باند فرود شن دارد و طول باند آن ۵۶۳ متر است. این فرودگاه در کشور کانادا قرار دارد و در ارتفاع ۹۴۳ متری از سطح دریا واقع شده است.